# Finland op de Olympische Spelen

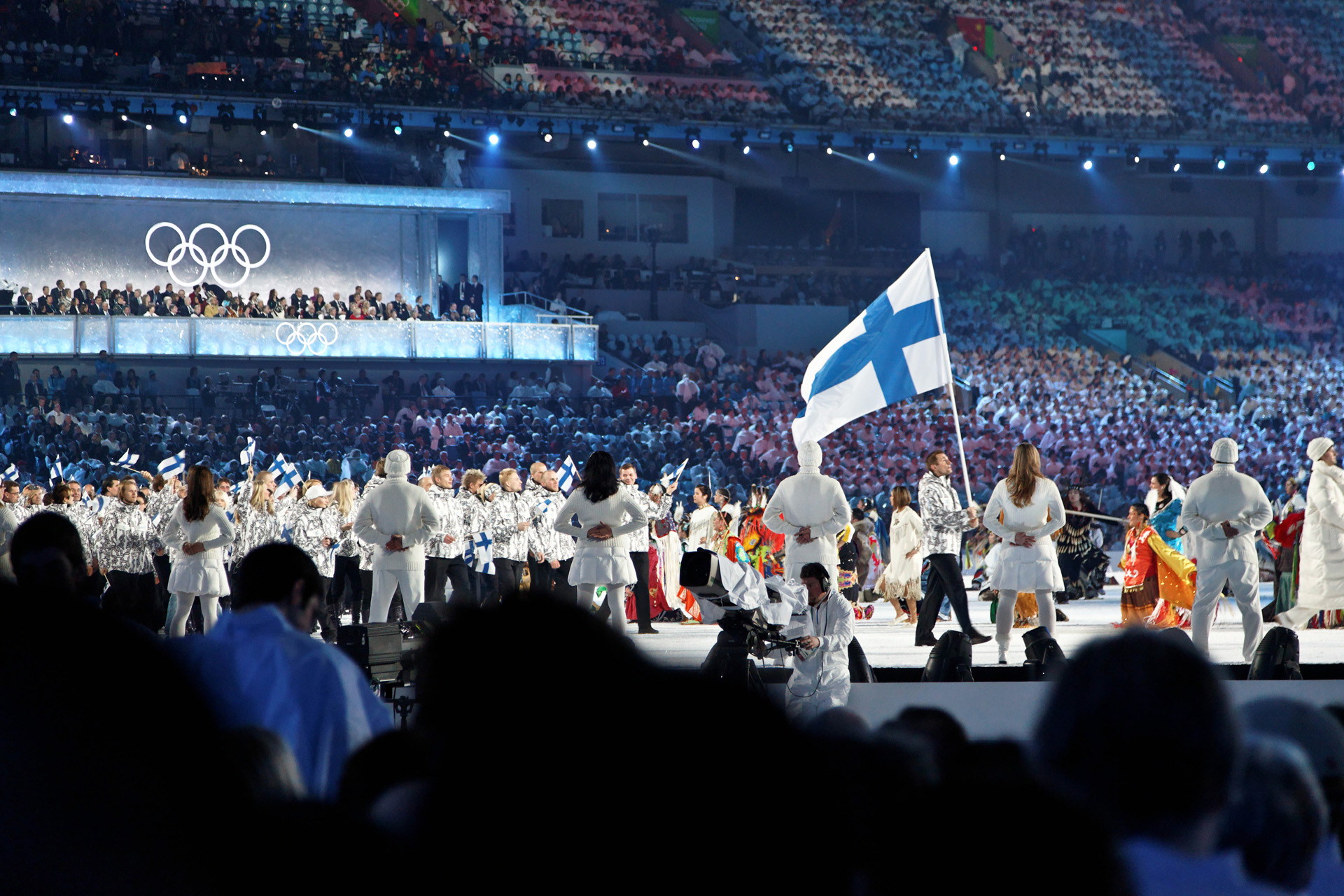
Het Finse team bij de opening van de Winterspelen 2010

Finland is een van de landen die deelneemt aan de Olympische Spelen. Finland debuteerde op de Zomerspelen van 1908, toen het nog als het Grootvorstendom Finland onderdeel van het Russische Rijk was. Zestien jaar later, in 1924, was het land present op de eerste editie van de Winterspelen. Sindsdien namen ze aan alle edities mee.
Parijs 2024 was voor Finland de 27e deelname aan de Zomerspelen, in 2022 werd voor de 24e keer deelgenomen aan de Winterspelen. Het is een van de 44 landen die zowel op de Winter- als de Zomerspelen een medaille haalde.

## Medailles en deelnames
De tabel geeft een overzicht van de jaren waarin werd deelgenomen, het aantal gewonnen medailles en de eventuele plaats in het medailleklassement.
| Zomerspelen | Zomerspelen | Zomerspelen | Zomerspelen | Zomerspelen | Zomerspelen |        | Winterspelen | Winterspelen | Winterspelen | Winterspelen | Winterspelen | Winterspelen |
| Jaar        | Goud        | Zilver      | Brons       | Totaal      | Rang        | Jaar   | Goud         | Zilver       | Brons        | Totaal       | Rang         |              |
| 1908        | 1           | 1           | 3           | 5           | 13          |        |              |              |              |              |              |              |
| 1912        | 9           | 8           | 9           | 26          | 4           |        |              |              |              |              |              |              |
| 1920        | 15          | 10          | 9           | 34          | 4           |        |              |              |              |              |              |              |
| 1924        | 14          | 13          | 10          | 37          | 2           | 1924   | 4            | 4            | 3            | 11           | 2            |              |
| 1928        | 8           | 8           | 9           | 25          | 3           | 1928   | 2            | 1            | 1            | 4            | 4            |              |
| 1932        | 5           | 8           | 12          | 25          | 7           | 1932   | 1            | 1            | 1            | 3            | 5            |              |
| 1936        | 7           | 6           | 6           | 19          | 5           | 1936   | 1            | 2            | 3            | 6            | 4            |              |
| 1948        | 8           | 7           | 5           | 20          | 6           | 1948   | 1            | 3            | 2            | 6            | 8            |              |
| 1952        | 6           | 3           | 13          | 22          | 8           | 1952   | 3            | 4            | 2            | 9            | 3            |              |
| 1956        | 3           | 1           | 11          | 15          | 13          | 1956   | 3            | 3            | 1            | 7            | 3            |              |
| 1960        | 1           | 1           | 3           | 5           | 17          | 1960   | 2            | 3            | 3            | 8            | 6            |              |
| 1964        | 3           | 0           | 2           | 5           | 12          | 1964   | 3            | 4            | 3            | 10           | 4            |              |
| 1968        | 1           | 2           | 1           | 4           | 24          | 1968   | 1            | 2            | 2            | 5            | 10           |              |
| 1972        | 3           | 1           | 4           | 8           | 14          | 1972   | 0            | 4            | 1            | 5            | 15           |              |
| 1976        | 4           | 2           | 0           | 6           | 11          | 1976   | 2            | 4            | 1            | 7            | 6            |              |
| 1980        | 3           | 1           | 4           | 8           | 12          | 1980   | 1            | 5            | 3            | 9            | 7            |              |
| 1984        | 4           | 2           | 6           | 12          | 15          | 1984   | 4            | 3            | 6            | 13           | 4            |              |
| 1988        | 1           | 1           | 2           | 4           | 25          | 1988   | 4            | 1            | 2            | 7            | 4            |              |
| 1992        | 1           | 2           | 2           | 5           | 29          | 1992   | 3            | 1            | 3            | 7            | 8            |              |
| 1996        | 1           | 2           | 1           | 4           | 40          | 1994   | 0            | 1            | 5            | 6            | 16           |              |
| 2000        | 2           | 1           | 1           | 4           | 31          | 1998   | 2            | 4            | 6            | 12           | 11           |              |
| 2004        | 0           | 2           | 0           | 2           | 61          | 2002   | 4            | 2            | 1            | 7            | 8            |              |
| 2008        | 1           | 1           | 2           | 4           | 45          | 2006   | 0            | 6            | 3            | 9            | 19           |              |
| 2012        | 0           | 2           | 1           | 3           | 60          | 2010   | 0            | 1            | 4            | 5            | 24           |              |
| 2016        | 0           | 0           | 1           | 1           | 78          | 2014   | 1            | 3            | 1            | 5            | 18           |              |
| 2020        | 0           | 0           | 2           | 2           | 85          | 2018   | 1            | 1            | 4            | 6            | 18           |              |
| 2024        | 0           | 0           | 0           | 0           | -           | 2022   | 2            | 2            | 4            | 8            | 16           |              |
| Totaal      | 101         | 85          | 119         | 305         |             | Totaal | 45           | 65           | 65           | 175          |              |              |
| Tot. Z+W    | 146         | 150         | 184         | 480         |             |        |              |              |              |              |              |              |

Afghanistan · Albanië · Algerije · Amerikaans-Samoa · Amerikaanse Maagdeneilanden · Andorra · Angola · Antigua en Barbuda · Argentinië · Armenië · Aruba · Australië · Azerbeidzjan · Bahama's · Bahrein · Bangladesh · Barbados · België · Belize · Benin · Bermuda · Bhutan · Bolivia · Bosnië en Herzegovina · Botswana · Brazilië · Britse Maagdeneilanden · Brunei · Bulgarije · Burkina Faso · Burundi · Cambodja · Canada · Centraal-Afrikaanse Republiek · Chili · China · Chinees Taipei · Colombia · Comoren · Congo-Brazzaville · Congo-Kinshasa · Cookeilanden · Costa Rica · Cuba · Cyprus · Denemarken · Djibouti · Dominica · Dominicaanse Republiek · Duitsland · Ecuador · Egypte · El Salvador · Equatoriaal-Guinea · Eritrea · Estland · Ethiopië · Fiji · Filipijnen · Finland · Frankrijk · Gabon · Gambia · Georgië · Ghana · Grenada · Griekenland · Groot-Brittannië · Guam · Guatemala · Guinee · Guinee-Bissau · Guyana · Haïti · Honduras · Hongarije · Hongkong · Ierland · IJsland · India · Indonesië · Irak · Iran · Israël · Italië · Ivoorkust · Jamaica · Japan · Jemen · Jordanië · Kaaimaneilanden · Kaapverdië · Kameroen · Kazachstan · Kenia · Kirgizië · Kiribati · Koeweit · Kosovo · Kroatië · Laos · Lesotho · Letland · Libanon · Liberia · Libië · Liechtenstein · Litouwen · Luxemburg · Madagaskar · Malawi · Malediven · Maleisië · Mali · Malta · Marokko · Marshalleilanden · Mauritanië · Mauritius · Mexico · Micronesië · Moldavië · Monaco · Mongolië · Montenegro · Mozambique · Myanmar · Namibië · Nauru · Nederland · Nepal · Nicaragua · Nieuw-Zeeland · Niger · Nigeria · Noord-Korea · Noord-Macedonië · Noorwegen · Oeganda · Oekraïne · Oezbekistan · Oman · Oost-Timor · Oostenrijk · Pakistan · Palau · Palestina · Panama · Papoea-Nieuw-Guinea · Paraguay · Peru · Polen · Portugal · Puerto Rico · Qatar · Roemenië · Rusland · Rwanda · Saint Kitts en Nevis · Saint Lucia · Saint Vincent en de Grenadines · Salomonseilanden · Samoa · San Marino · Saoedi-Arabië · Sao Tomé en Principe · Senegal · Servië · Seychellen · Sierra Leone · Singapore · Slovenië · Slowakije · Somalië · Spanje · Sri Lanka · Soedan · Suriname · Swaziland · Syrië · Tadzjikistan · Tanzania · Thailand · Togo · Tonga · Trinidad en Tobago · Tsjaad · Tsjechië · Tunesië · Turkije · Turkmenistan · Tuvalu · Uruguay · Vanuatu · Venezuela · Verenigde Arabische Emiraten · Verenigde Staten · Vietnam · Wit-Rusland · Zambia · Zimbabwe · Zuid-Afrika · Zuid-Korea · Zuid-Soedan · Zweden · Zwitserland
Historische landen: Bohemen · Bondsrepubliek Duitsland · Brits-Indië · Duitse Democratische Republiek · Joegoslavië · Malaya · Nederlandse Antillen · Noord-Borneo · Noord-Jemen · Saarland · Servië en Montenegro · Sovjet-Unie · Tsjecho-Slowakije · West-Indische Federatie · Zuid-Jemen
Bijzondere deelnames: Onafhankelijke olympische atleten · Vluchtelingenteam 
 Australazië · Duits Eenheidsteam · Gemengd team · Gezamenlijk Team